# Антонина Енчева
Антонина (Тона) Димитрова Мамарчева, по мъж Енчева, е българска учителка.

## Биография
Родена е през 1840 г. в село Юшенлии, Варненско. Неин родственик е революционерът Георги Мамарчев. Учи в родното си село, а през 1860 – 1865 г., с помощта на руския консул във Варна Александър Рачински, е изпратена в пансиона на графиня Левешова в Киев. Завършва Фундуклеевата девическа гимназия в Киев. От 1866 до 1869 г. е учителка в девическото училище в Тулча. Създава женско благотворително дружество, открива неделно училище за възрастни и подготвя учителки в Добруджа. От 1869 до 1872 г. е учителка в Русе, през 1872 – 1874 г. – в Търново, а от 1874 г. – в Силистра. До 1885 г. е председателка на женското дружество.
В учебната 1890/1891 година е учителка в Солунската българска девическа гимназия.
След 1878 г. е директорка на Девическата гимназия и управителка на пансиона към гимназията в София.
Умира на 15 август 1903 г. в София.
Женена е за учителя Димитър Енчев.